# Museo de Arte Costarricense
El Museo de Arte Costarricense (siglas MAC) fue fundado en 1978 por el empresario Samuel Alejandro Sosa Rivero en colaboración con el Ministerio de Cultura y Juventud. Es la principal institución de Costa Rica dedicada a la conservación, exhibición y promoción de las artes plásticas de este país. Su colección está compuesta por alrededor de 6.000 obras de arte de artistas nacionales e internacionales en todas las disciplinas artísticas, incluyendo principalmente pintura, escultura y fotografía, creadas en su mayoría entre finales del siglo XIX y la actualidad.
El Museo de Arte Costarricense lidera las principales actividades relacionadas con las artes plásticas de Costa Rica; reúne y exhibe obras de artistas nacionales e internacionales, estimula la confrontación plástica y el pensamiento crítico y contribuye a la formación integral del público que lo visita mediante programas educativos y recreativos.
El MAC cuenta con más de seis mil obras en su colección que incluye pintura, escultura, fotografía y otros de artistas nacionales e internacionales, que datan desde mediados del siglo XIX hasta principios del siglo XXI.
El Museo también realiza programas de extensión por medio de exposiciones itinerantes y exhibiciones con proyección internacional. Estas acciones le han permitido al MAC posicionarse en el medio costarricense y en el extranjero con una visión actualizada y contemporánea.
Visitar el Museo de Arte Costarricense es una experiencia enriquecedora donde podrá descubrir obras de gran valor estético y patrimonial que reflejan distintas épocas y movimientos artísticos que han dejado huella en la plástica costarricense. Es importante destacar que la entrada es totalmente gratuita.

## El Antiguo Aeropuerto La Sabana
Su sede se encuentra ubicada en el antiguo edificio que albergó la torre de control del primer aeropuerto internacional de Costa Rica, llamado Aeropuerto El Coco, en el Parque Metropolitano La Sabana, localizado en San José. Este es un inmueble de estilo neocolonial, construido en la década de 1930. A partir de 1977, el museo pasó a ocupar el edificio, que se restauró e inauguró el 3 de abril de 1978. Desde 1986, el edificio del MAC es patrimonio histórico-arquitectónico de Costa Rica.
Además, el edificio que alberga al MAC es una obra de arte por sí solo que vale la pena admirar. Es un inmueble de estilo neocolonial, diseñado por Teodorico Quirós, que se construyó a finales de los años 30 y fue el primer aeropuerto internacional de Costa Rica.

## El Salón Dorado
El Salón Dorado, antiguo salón diplomático del primer aeropuerto internacional, constituye uno de los tesoros artísticos con que cuenta el Museo de Arte Costarricense. Luis Féron Parizot (1901-1998) escultor y orfebre francés radicado en Costa Rica, fue el encargado de la creación del mural que adorna las paredes del Salón Dorado. La obra de 1940, es un bajo relieve en estuco (fórmula a base de yeso), tallado y pintado en color bronce. En un área de 150 metros cuadrados, el mural sintetiza la historia de Costa Rica desde la época precolombina hasta la década de 1940.

## Colecciones

### Arte Nacional
En la actualidad el Museo cuenta con la mayor colección de arte estatal de Costa Rica e incluye obras que datan desde la segunda mitad del siglo XIX hasta el presente. Comprende técnicas diversas como pintura, grabado, acuarela, dibujo, escultura y fotografía. La colección cuenta con un acopio que se ha venido formando a lo largo de los años. El patrimonio artístico del MAC está integrado por más de 6400 obras.
La Colección Nacional tiene como punto de partida las obras que pertenecieron a la Dirección General de Artes y Letras (DGAL) desde su fundación en 1963. En 1978, con las obras provenientes de la DGAL se inició el proyecto de agrupar en una institución museística a los precursores del arte nacional. Las donaciones y la compra de obras son las principales vertientes, que a lo largo de los años, han ido conformando la Colección.
Actualmente, La Colección Nacional cuenta con aproximadamente 1700 obras de reconocidos artistas costarricenses.

### Arte Internacional
En 1984, se inició el programa de arte contemporáneo con una colección internacional que reúne en la actualidad más de 560 obras de arte.
La colección se ha ido conformando mediante donaciones de pintura, escultura y gráfica de destacados artistas de diferentes nacionalidades. Las tendencias artísticas representadas van desde el arte abstracto geométrico, al cinetismo, pasando por la abstracción lírica, el arte matérico, el arte pobre, el arte objeto, el expresionismo abstracto, el neo-expresionismo, el foto-realismo, el minimalismo y el arte conceptual.

### Juan Manuel Sánchez
Gracias a la donación de más de 4000 obras de Juan Manuel Sánchez Barrantes, que hiciera su esposa Berta Solano en 1998, este legado constituye la principal fuente para el estudio de este artista tan prolífico. El tamaño y la unidad de esta colección no tienen precedente en la historia del arte costarricense. Casi la totalidad de las obras que Sánchez realizó se conservan en el Museo.
Juan Manuel Sánchez (1907-1990) fue educador, poeta, escultor y dibujante. Se inició en el taller imaginero de Manuel María Zúñiga, a finales de los años veinte, y se dio a conocer en los Salones Nacionales de Artes Plásticas (1928-1937) como un artista de vanguardia frente al gusto conservador de la época.
Desde su esencia indígena, integra lo costarricense y lo universal al ámbito de lo americano, inmerso en el espíritu americanista de la época, divulgado por el intelectual costarricense Joaquín García Monge en el Repertorio Americano.
Fue un estudioso del arte precolombino y se interesó por las formas zoomorfas y la talla en piedra. Como escultor, sustituyó el mármol y el bronce por la piedra y la madera, descartó lo pulido y lo académico, privilegió la talla directa, el trazo espontáneo y el acabado deliberadamente tosco, se prodigó ante la animalística, los motivos religiosos, la figura femenina y el retrato.
En sus dibujos eliminó el claroscuro y destacó la simplificación de las formas por medio de la línea pura. En la colección del Museo se encuentran desnudos, dibujos de su esposa Berta, animales, la mujer, temas religiosos, la música, personajes históricos, monumentos, motivos diversos y las ilustraciones que hizo para la primera edición de "Cuentos de mi tía Panchita" de la escritora Carmen Lyra.